# Blood Sisters
Blood Sisters ist eine nigerianische Dramaserie, die von EbonyLife Studios für Netflix umgesetzt wurde. Die Serie wurde am 5. Mai 2022 weltweit auf Netflix veröffentlicht.
Die Serie wurde um eine zweite Staffel verlängert, nachdem sie ursprünglich als Miniserie veröffentlicht worden war.

## Handlung
Die Leben der beiden Freundinnen Sarah und Kemi werden schon bald eine unvorhergesehene Wendung nehmen. Sarah ist mit ihrem Traummann Kola verlobt. Jedoch verbirgt sich hinter ihren scheinbar idyllischen Bund eine düstere Realität, denn Kola missbraucht seine Partnerin körperlich und ist zudem ein Kontrollfreak. Trotz der lautstarken Bedenken von Kemi ist Sarah fest entschlossen, die Hochzeit durchzuziehen. Als der reiche Bräutigam allerdings auf seiner Verlobungsfeier spurlos verschwindet, begeben sich Sarah und Kemi, mit einem brandgefährlichen Geheimnis im Gepäck, auf die Flucht.

## Besetzung und Synchronisation
Die deutschsprachige Synchronisation entstand nach den Dialogbüchern sowie unter der Dialogregie von Kerstin Draeger durch die Synchronfirma CSC-Studio in Hamburg.
| Rolle           | Schauspieler        | Synchronsprecher      |
| --------------- | ------------------- | --------------------- |
| Sarah Duru      | Ini Dima-Okojie     | Samina König          |
| Kemi Sanya      | Nancy Isime         | Runa Pernoda Schaefer |
| Kola Ademola    | Deyemi Okanlawon    | Tetje Mierendorf      |
| Timiyen Ademola | Genoveva Umeh       | Franciska Friede      |
| Femi Ademola    | Gabriel Afolayan    | Christian Stark       |
| Yinka Ademola   | Kehinde Bankole     | Stephanie Damare      |
| Akin            | Daniel Etim Effiong | Christopher Arndt     |
| Kenny           | Ibrahim Suleiman    | Daniel Welbat         |
| Blade           | Maurice Sam         | David Berton          |
| Inspector Joe   | Wale Ojo            | Erik Schäffler        |
| Abby            | Toke Makinwa        | Manuela Bäcker        |
| Dr. Adeboye     | Tope Tedela         | Jonas Minthe          |
| Mutter          | Uche Jombo          | Ulrike Johannson      |
| Vater           |                     | Jürgen Holdorf        |
| Chef            |                     | Achim Buch            |

## Episodenliste

### Staffel 1
| Nr. (ges.)                                                                         | Nr. (St.) | Deutscher Titel            | Originaltitel        |
| ---------------------------------------------------------------------------------- | --------- | -------------------------- | -------------------- |
| 1                                                                                  | 1         | Eine blutige Angelegenheit | It's a Bloody Affair |
| 2                                                                                  | 2         | Lauft, Schwestern, lauft   | Run Sisters Run      |
| 3                                                                                  | 3         | Die Jagd                   | The Hunt             |
| 4                                                                                  | 4         | Der Fang                   | The Catch            |
| Am 5. Mai 2022 wurden alle Episoden der ersten Staffel bei Netflix veröffentlicht. |           |                            |                      |